# سونيل جوشي (لاعب كريكت)
سونيل جوشي (6 يونيو 1970 في الهند - ) هو لاعب كريكت هندي. شارك مع منتخب الهند الوطني للكريكت.

## وصلات خارجية
- سونيل جوشي على موقع إي آس بي آن كريك إنفو (الإنجليزية)